# Hostýn
Hostýn är ett berg i Tjeckien.   Det ligger i regionen Zlín, i den östra delen av landet, 250 km öster om huvudstaden Prag. Toppen på Hostýn är 735 meter över havet, eller 251 meter över den omgivande terrängen. Bredden vid basen är 3,8 km.
Terrängen runt Hostýn är kuperad åt sydost, men åt nordväst är den platt.Runt Hostýn är det ganska glesbefolkat, med 26 invånare per kvadratkilometer. Närmaste större samhälle är Zlín, 17,0 km söder om Hostýn. I omgivningarna runt Hostýn växer i huvudsak blandskog.